# Феодор Комнин Дука
Феодор Комнин Дука (греч. Θεόδωρος Κομνηνός Δούκας,) (ум. 1253), также именуется Феодором Ангелом, Феодором Ангелом Дукой или Феодором Ангелом Комнином Дукой. Правитель Эпирского царства и Фессалии в 1215—1230 гг, а также фессалоникский император с 1224 по 1230 годы. После того, как Феодор был выпущен из Болгарского плена он стал правителем Южной Македонией со столицей в Эдессе (1237—1251). 
При Феодоре Комнине Дуке Эпирское царство пережило свой расцвет, который пришелся на конец 1220-х—начале 1230-х годов, став крупнейшим государством на Балканах. С 1224 по 1230 гг. с захватом Фессалоники — второго по величине города бывшей Византийской империи Эпир носил условное название Фессалоникской империи, а сам Феодор провозгласил себя императором. Но в 1230 году Феодор потерпел сокрушительное поражение и попал в плен. 

## Происхождение
Феодор родился в 1180/1185 годах. Он был сыном севастократора Иоанна Дуки и сводным братом Михаила I Комнина Дуки (основателя Эпирского царства). Феодор был правнуком Алексея I Комнина и кузеном двух императоров: Исаака II и Алексея III. Таким образом, он был родственником сразу трёх знатнейших византийских семейств: Ангелов, Дук и Комнинов.
Как и его брат Михаил I Комнин Дука, Феодор предпочитал использовать патроним «Дука» или «Комнин Дука» (Κομνηνὸς ὁ Δούκας).

## Обретение власти. Борьба с латинянами
После захвата Константинополя крестоносцами в 1204 году, Дука оказался в свите Феодора I Ласкариса, ставшего правителем Никейской империи. В это время, в феме Никополис (расположенной в Эпире) захватил власть Михаил I Комнин Дука, бывший незаконорождённым сыном Иоанна Дуки. Он попросил Ласкариса разрешить его брату отправиться к нему. Император отпустил Феодора, которому пришлось покляться в верности всему семейству Ласкарисов.
После убийства Михаила I в 1215 году, Феодор стал новым правителем Эпира. В начале правления новому правителю сопутствовала удача. Он заключил союз с королевством Сербия и албанскими кланами, и начал боевые действия против Латинской империи. Таким образом, к 1216 году ему удалось захватить большую часть Македонии (включая город Охрид) и Фессалию.
Тем временем император Латинской империи Генрих I Фландрский умер бездетным и в наследники ему франкские бароны определили Пьера де Куртене, мужа его сестры Иоланты. Пьер, находившийся в это время во Франции, отправился в Рим, где был коронован Папой Римским и  выступил с войском на Восток. В 1217 году латинский император остановился вблизи Диррахия и решил отвоевать город у эпирского царя Феодора. Диррахий был осажден, но город оказался хорошо защищенным и в изобилии снабженным продовольствием. Осада закончилась неудачей, а сам Пьер де Куртене был схвачен, брошен в темницу, где он и умер приблизительно в 1219 году. 
Феодор направил свои войска против королевства Фессалоники. Более того, победа над Пьером де Куртене сильно возвысила авторитет Эпира и угнетающе подействовала на латинян. В 1220 году была захвачена Верия, а в 1221 году — Серре и Драма. В 1224 году было покорено королевство Фессалоники. Феодор объединился с болгарами и изгнал войска Латинской империи из западной Фракии.

Эпирское царство в период с 1205 по 1230 года

## Провозглашение империи
Расширив свои владения, Феодор был окрылен многочисленными победами и счёл себя вправе короноваться императорским венцом, что означало стать императором ромеев, то есть, другими словами, не признать этого титула за императором Иоанном Ватацем, вступившим на никейский трон в 1221 году. Фессалоникский митрополит Константин Месопотамит уклонился от коронации, не желая нарушать прав жившего в Никее константинопольского патриарха Мануила Сарантена, венчавшего на царство Иоанна Ватаца. Тогда Феодор в 1224 был коронован в качестве императора Фессалоник архиепископом Охрида Димитрием Хоматианом. Так, на месте единой империи, существовавшей ещё несколько десятилетий назад, стало четыре империй — Никейская и Трапезудская империи в Малой Азии, Фессалоникская и Латинская империи на Балканах.
Тем временем никейский император Иоанн Ватац сделал попытку утвердиться на Балканах. В 1225 году он без боя занял Адрианополь. Однако в этом же году к городу подошли эпироты. Фессалоникский император Феодор окружил Адрианополь и потребовал от его жителей изгнать войско Ватаца из города. Войскам никейского императора пришлось уступить Феодору Адрианополь и вернуться в Малую Азию. Территория Латинской империи была сведена к Константинополю и небольшой области Малой Азии, лежавшей к югу от Мраморного моря. Феодор вплотную приблизился к Константинополю и начал опустошать окрестности латинской столицы, готовясь к осаде.

## Борьба сболгарами
Однако вскоре успехам императора Фессалоник был положен конец. Феодор узнал о переговорах болгар и латинян, согласно которым, латиняне планировали из-за страха перед императором Фессалоник избрать при малолетнем императоре Балдуине II регентом болгарского царя Ивана II Асеня. В 1230 году Дука повёл западноевропейских наёмников против Ивана II Асеня.
В 1230 году Феодор Комнин Дука открыл военные действия против Болгарского царства. Своим нападением Феодор Комнин грубо нарушал мирный договор, заключённый между двумя государствами. Узнав о вторжении, Иван Асень II быстро собрал небольшое войско и двинулся к неприятелю. Состоялась битва при Клокотнице, в которой Феодор Комнин потерпел сокрушительное поражение. Сам император Фессалоник был пленен и отправлен в Тырново. Там его ослепили, заподозрив в заговоре против болгарского царя. Таким образом войска Эпира были навсегда отброшены от столицы Латинской империи. В короткое время почти вся Фракия и Южная Македония оказались во власти болгарского царя Ивана Асеня II. Тем не менее избавившись от угрозы в лице Феодора, латиняне отказали в регентстве болгарскому царю. В результате этого, Иван Асень II заключил мирный договор с Никейской империей.
Оставшиеся владения Феодора были разделены между несколькими правителями:
- Иван II Асень получил Албанию, Македонию и Фракию,
- Братья Феодора — Мануил стал новым Фессалоникским императором, Константин деспотом Акарнании и Этолии,
- Его племянник Михаил II Комнин Дука получил Эпирский деспотат.

## Освобождение. Последние годы
В 1237 году бывшего правителя выпустили из болгарского плена после того, как он выдал свою дочь Ирину за Ивана Асеня. Феодор смог выгнать собственного брата Мануила из Фессалоник и поставил туда своего сына Иоанна, который был провозглашен императором, после чего Феодор отделил себе территорию Южной Македонии и сделал своей резиденцией Водену. Там он попытался сплотить семейство Комнинов Дук против Иоанна III Ватаца, планировавшего вторжение в Фессалоники.
После гибели Асеня в 1241 году Иоанн III обманом захватил Феодора. Его отправили к собственному сыну, чтобы тот согласился принять титул деспота и стать вассалом Никеи, Феодору позволили остаться в Южной Македонии. В 1246 году Ватац отнял Фессалоники у младшего сына Дуки — Димитрия. 
В 1251 году под нажимом Феодора, деспот Эпира Михаил II Комнин Дука, попытался захватить Фессалоники. Атака на Фессалоники провалилась и Михал II Комнин Дука был вынужден прийти к миру. Феодор Комнин Дука был отправлен в ссылку в Малую Азию, где он и умер в 1253 году. Владения Феодора в Южной Македонии со столицей Воден были присоединены к Никейской империи.

## Семья
Феодор был женат на Марии Петралифе (сестра севастократора Иоанна Петралифа), и от этого брака имел четырёх детей:
1. Анна Ангелина Комнина Дукина — жена сербского короля Стефана Радослава.
2. Иоанн Комнин Дука — стал правителем Фессалоник в 1237 году.
3. Ирина Комнина — жена болгарского царя Ивана II Асеня.
4. Димитрий Комнин Дука — правитель Фессалоник в 1244 году.